# Ounisrivier
De Ounisrivier (Zweeds: Ounisjoki of Unisjoki) is een watergang, die stroomt in de Zweedse gemeente Kiruna. De rivier ontstaat op de oostelijke hellingen van de berg Ounistunturi. Aldaar liggen vier moerassige meren waaruit zij haar water krijgt; het Ylinen Ounisjärvi, het Alanen Ounisjärvi, het Tunturijärvi en het Ounislompolo. Ze stroomt naar het zuiden en vlak voordat ze de Torne instroomt stroomt ze ten westen langs de heuvel Ounisvaara van 350 meter hoogte. De Ounisrivier is 50 kilometer lang en stroomt door onbewoond gebied.
Afwatering: Ounisrivier → Torne → Botnische Golf